# Ковшаров, Иван Акимович
Иван Акимович Ковшаров (бел. Іван Акімавіч Каўшараў; 28 октября 1911, Глыбоцкое, Могилёвская губерния — 21 февраля 1998, Киев) — подполковник Советской Армии, участник Великой Отечественной войны. Герой Советского Союза (1941).

## Биография
Иван Ковшаров родился 28 октября 1911 года в деревне Глыбоцкое (ныне — Гомельский район Гомельской области Беларуси). В 1936 году он окончил зоотехникум, после чего работал заведующим животноводческой фермой в совхозе. В том же году был призван в Рабоче-крестьянскую Красную Армию, в 1937 году окончил Оренбургскую военную авиационную школу лётчиков и лётнабов. Участвовал в боях на Халхин-Голе и советско-финской войне. С июня 1941 года — на фронтах Великой Отечественной войны.
К декабрю 1941 года лейтенант Иван Ковшаров был штурманом эскадрильи 225-го ближнебомбардировочного авиаполка 3-й резервной авиагруппы 4-й отдельной армии. К тому времени он совершил 99 боевых вылетов на бомбардировку скоплений боевой техники и живой силы противника, нанеся ему большие потери.
Указом Президиума Верховного Совета СССР от 17 декабря 1941 года за «образцовое выполнение боевых заданий командования на фронте борьбы с немецкими захватчиками и проявленные при этом мужество и героизм» лейтенант Иван Ковшаров был удостоен высокого звания Героя Советского Союза с вручением ордена Ленина и медали «Золотая Звезда» за номером 648.
В 1944 году окончил Военно-воздушную академию. После окончания войны он продолжил службу в Советской Армии. В 1961 году в звании подполковника И. А. Ковшаров был уволен в запас. Проживал в Киеве. Умер 21 февраля 1998 года.
Был также награждён орденом Красного Знамени, двумя орденами Отечественной войны I степени, двумя орденами Красной Звезды, рядом медалей.

## Награды и звания
- Герой Советского Союза (17.12.1941).
- Орден Ленина
- Медаль «Золотая Звезда»
- Орден Красного Знамени
- Два ордена Отечественной войны I степени
- Два ордена Красной Звезды
- Ряд медалей
- Почётный гражданин Тихвина.

## Память
- Памятный знак Герою Советского Союза военному лётчику И. А. Ковшарову в д. Глыбоцкое Гомельского района Гомельской области Беларуси[4].